# U-108 (tàu ngầm Đức) (1940)
U-108 là một tàu ngầm tuần dương  Lớp Type IX thuộc phân lớp Type IXB được Hải quân Đức Quốc Xã chế tạo trong Chiến tranh Thế giới thứ hai. Nhập biên chế năm 1939, nó đã thực hiện tổng cộng mười một chuyến tuần tra, đánh chìm được 25 tàu buôn với tổng tải trọng 118.722 GRT và một tàu chiến phụ trợ tải trọng 16.644 GRT. U-108 bị đánh chìm trong một đợt không kích của Không lực 8 Không lực Lục quân Hoa Kỳ xuống Stettin vào ngày 11 tháng 4, 1944, rồi được trục vớt nhưng cho xuất biên chế vào ngày 17 tháng 7, 1944. Khi Thế Chiến II bước vào giai đoạn kết thúc, nó bị đánh đắm trên sông Oder gần Swinemünde vào ngày 24 tháng 4, 1945 để tránh bị lọt vào tay lực lượng Đồng Minh.

## Thiết kế và chế tạo

### Thiết kế
Thiết kế của tàu ngầm Type IXB là phiên bản nâng cấp nhỏ từ Type IXA, tăng thêm trữ lượng nhiên liệu để kéo dài tầm xa hoạt động. Chúng có trọng lượng choán nước 1.051 t (1.034 tấn Anh) khi nổi và 1.178 t (1.159 tấn Anh) khi lặn. Con tàu có chiều dài chung 76,50 m (251 ft 0 in), lớp vỏ trong chịu áp lực dài 58,75 m (192 ft 9 in), mạn tàu rộng 6,51 m (21 ft 4 in), chiều cao 9,60 m (31 ft 6 in) và mớn nước 4,70 m (15 ft 5 in).
Chúng trang bị hai động cơ diesel MAN M 9 V 40/46 siêu tăng áp 9-xy lanh 4 thì, tổng công suất 4.400 PS (3.200 kW; 4.300 bhp), dẫn động hai trục chân vịt đường kính 1,92 m (6,3 ft), cho phép đạt tốc độ tối đa 18,2 kn (33,7 km/h), và tầm hoạt động tối đa 12.000 nmi (22.000 km) khi đi tốc độ đường trường 10 kn (19 km/h). Khi đi ngầm dưới nước, chúng sử dụng hai động cơ/máy phát điện Siemens-Schuckert 2 GU 345/34 tổng công suất 1.000 PS (740 kW; 990 shp). Tốc độ tối đa khi lặn là 7,3 kn (13,5 km/h), và tầm hoạt động 64 nmi (119 km) ở tốc độ 4 kn (7,4 km/h). Con tàu có khả năng lặn sâu đến 230 m (750 ft).
Vũ khí trang bị có sáu ống phóng ngư lôi 53,3 cm (21 in), bao gồm bốn ống trước mũi và hai ống phía đuôi, và mang theo tổng cộng 22 quả ngư lôi 53,3 cm (21 in). Tàu ngầm Type IX trang bị một hải pháo 10,5 cm (4,1 in) SK C/32 với 110 quả đạn, một pháo phòng không 3,7 cm (1,5 in) SK C/30 và hai pháo phòng không 2 cm (0,79 in) C/30. Thủy thủ đoàn bao gồm 4 sĩ quan và 44 thủy thủ.

### Chế tạo
U-108 được đặt hàng vào ngày 24 tháng 5, 1938, và được đặt lườn tại xưởng tàu AG Weser của hãng DeSchiMAG ở Bremen vào ngày 27 tháng 12, 1939. Nó được hạ thủy vào ngày 15 tháng 7, 1940, và nhập biên chế cùng Hải quân Đức Quốc Xã vào ngày 22 tháng 10, 1940 dưới quyền chỉ huy của Hạm trưởng, Thiếu tá Hải quân Klaus Scholtz.

## Lịch sử hoạt động

### 1941

#### Chuyến tuần tra thứ nhất
U-108 xuất phát từ Wilhelmshaven vào ngày 15 tháng 2, 1941 cho chuyến tuần tra đầu tiên trong chiến tranh. Nó tiến ra Bắc Hải, rồi băng qua khe GIUK giữa quần đảo Faroe và Iceland để hoạt động trong vùng biển Bắc Đại Tây Dương ngay phía Nam Iceland. Tại đây vào ngày 22 tháng 2, nó đã phóng ngư lôi đánh chìm tàu buôn Hà Lan Texelstroom 1.617 GRT ở vị trí cách Iceland 25 nmi (46 km). Sau đó vào ngày 28 tháng 2, U-108 tiếp tục phóng ngư lôi đánh chìm tàu buôn Anh Effna 6.461 GRT. U-108 kết thúc chuyến tuần tra và đi đến cảng Lorient bên bờ biển Đại Tây Dương của Pháp đã bị Đức chiếm đóng, đến nơi vào ngày 12 tháng 3. Lorient trở thành căn cứ hoạt động của U-108 trong suốt thời gian còn lại của quãng đời hoạt động.

#### Chuyến tuần tra thứ hai
Trong chuyến tuần tra thứ hai diễn ra từ ngày 3 tháng 4 đến ngày 2 tháng 5, U-108 đã hoạt động trong Bắc Đại Tây Dương ở khu vực eo biển Đan Mạch giữa Greenland và Iceland. Tại đây nó đã phóng ngư lôi đánh chìm tàu buôn tuần dương vũ trang HMS Rajputana 16.644 GRT ở vị trí về phía Tây Reykjavík, Iceland vào ngày 13 tháng 4.

#### Chuyến tuần tra thứ ba
U-108 khởi hành từ cảng Lorient vào ngày 25 tháng 5 cho chuyến tuần tra thứ ba, và đã hoạt động tại khu vực Trung tâm Bắc Đại Tây Dương. Vào ngày 2 tháng 6, nó đã tấn công và đánh chìm chiếc Michael E. 7.628 GRT, một CAM ship thuộc Đoàn tàu OB-327. Sau đó vào ngày 8 tháng 6, ở vị trí khoảng 600 nmi (1.100 km) về phía Đông Newfoundland, Canada, nó tiếp tục tấn công Đoàn tàu OB-328 và đánh chìm các tàu buôn Anh Baron Nairn 3.164 GRT, và tàu buôn Hy Lạp Dirphys 4.240 GRT.
Tiếp tục chuyến tuần tra, chiếc U-boat lần lượt đánh chìm tàu buôn Na Uy Christian Krohg 1.992 GRT vào ngày 10 tháng 6, các tàu buôn Hy Lạp Ellinco 3.059 GRT và Nicholas Pateras 4.362 GRT cùng vào ngày 25 tháng 6, và tàu buôn Anh Toronto 2.486 GRT ở vị trí khoảng 500 nmi (930 km; 580 mi) về phía Bắc quần đảo Azores vào ngày 1 tháng 7. U-108 kết thúc chuyến tuần tra tại cảng Lorient vào ngày 7 tháng 7.

#### Chuyến tuần tra thứ tư
Trong chuyến tuần tra thứ tư diễn ra từ ngày 19 tháng 8 đến ngày 21 tháng 10, U-108 hướng xuống phía Nam Đại Tây Dương để hoạt động tại khu vực hẹp giữa Tây Phi và lục địa Nam Mỹ. Tuy nhiên nó đã không đánh chìm được mục tiêu nào.

#### Chuyến tuần tra thứ năm
U-108 xuất phát từ cảng Lorient vào ngày 9 tháng 12 cho chuyến tuần tra thứ năm, và đã hoạt động tại lối ra vào phía Tây của eo biển Gibraltar. Vào ngày 14 tháng 12, ở vị trí 160 nmi (300 km; 180 mi) về phía Tây Nam mũi St. Vincent, Bồ Đào Nha, nó phóng ngư lôi đánh chìm tàu buôn Bồ Đào Nha (trung lập) Cassequel 4.751 GRT.  Sau đó đến ngày 19 tháng 12, nó tấn công Đoàn tàu HG-76 và đánh chìm tàu buôn Anh Ruckinge 2.869 GRT ở vị trí về phía Tây Lisbon. U-108 kết thúc chuyến tuần tra tại cảng Lorient vào ngày 25 tháng 12.

### 1942

#### Chuyến tuần tra thứ sáu
Khởi hành từ cảng Lorient vào ngày 8 tháng 1, 1942 cho chuyến tuần tra thứ sáu, U-108 băng qua suốt Đại Tây Dương để tham gia Chiến dịch Paukenschlag (tiếng Anh: Chiến dịch Drumbeat), và hoạt động dọc theo bờ biển phía Đông của Hoa Kỳ. Ở vị trí ngoài khơi mũi Hatteras, North Carolina, nó đã đánh chìm tàu buôn Anh Ocean Venture 7.174 GRT vào ngày 8 tháng 2. Sau đó đến lượt các tàu buôn Na Uy Tolosa 1.974 GRT vào ngày hôm sau, và Blink 2.701 GRT vào ngày 8 tháng 2.
Tàu buôn Panama Ramapo  GRT bị đánh chìm ở vị trí khoảng 180 nmi (330 km) về phía Tây Bắc Bermuda vào ngày 16 tháng 2, và tàu buôn Anh Somme 5.265 GRT vốn đã rơi lại phía sau Đoàn tàu ON-62 và bị chiếc U-boat đánh chìm hai ngày sau đó. U-108 quay trở về cảng Lorient vào ngày 4 tháng 3.

#### Chuyến tuần tra thứ bảy
U-108 xuất phát từ cảng Lorient vào ngày 30 tháng 3 cho chuyến tuần tra thứ bảy, và một lần nữa băng qua suốt Đại Tây Dương để hoạt động tại vùng biển về phía Đông Nam Hoa Kỳ. Vào ngày 25 tháng 4, ở vị trí khoảng 110 nmi (200 km) về phía Tây Bắc Bermuda, nó đã đánh chìm tàu buôn Anh Modesta 3.849 GRT. Bốn ngày sau đó, sau khi bắt gặp Mobiloil 9.925 GRT, chiếc tàu ngầm phải tiêu phí sáu quả ngư lôi cùng nhiều phát đạn pháo 20-mm và 37-mm mới đánh chìm được chiếc tàu chở dầu Hoa Kỳ. Vào ngày 5 tháng 5, tàu buôn Hoa Kỳ Afoundria 5.010 GRT bị đánh chìm ở vị trí cách 8 nmi (15 km) về phía Bắc Haiti; rồi đến lượt tàu buôn Latvia Abgara 4.422 GRT bị đánh chìm một ngày sau đó ở vị trí cách 15 nmi (28 km) về phía Đông Nam Inagua, Bahamas.
Trong chặng quay trở về vào ngày 25 tháng 5 ở vị trí cách 460 nmi (850 km) về phía Đông Bahamas, chiếc U-boat lại bắt gặp và đánh chìm chiếc tàu buôn Na Uy Norland 8.134 GRT, vốn bị tách rời khỏi Đoàn tàu ON-93. U-108 kết thúc chuyến tuần tra tại cảng Lorient vào ngày 1 tháng 6.

#### Chuyến tuần tra thứ tám
Trong chuyến tuần tra tiếp theo diễn ra từ ngày 13 tháng 7 đến ngày 10 tháng 9, U-108 vượt Đại Tây Dương hướng xuống phía Nam để hoạt động dọc bờ biển Đông Nam của Nam Mỹ. Tại đây nó lần lượt đánh chìm các tàu chở dầu Anh Tricula 6.221 GRT ở vị trí cách 250 nmi (460 km) về phía Đông Bắc Trinidad vào ngày 3 tháng 8; tàu buôn Na Uy Breňas 2.687 GRT bốn ngày sau đó; và tàu chở dầu Hoa Kỳ Louisiana 8.587 GRT vào ngày 17 tháng 8.

#### Chuyến tuần tra thứ chín
U-108 rời cảng Lorient vào ngày 25 tháng 10 cho chuyến tuần tra thứ chín nhằm đối phó lại Chiến dịch Torch, cuộc đổ bộ của lực lượng Đồng Minh lên Bắc Phi. Chiếc tàu ngầm hướng đến lối ra vào phía Tây của eo biển Gibraltar, là tuyến hàng hải của các đoàn tàu Đồng Minh tham gia chiến dịch. Tuy nhiên nó chỉ vửa đi đến ngoài khơi Maroc vào ngày 11 tháng 11 khi nó bị một tàu khu trục đối phương tấn công. Không thể sửa chữa những hư hại tại chỗ, chiếc U-boat buộc phải hủy bỏ chuyến tuần tra và quay trở về căn cứ vào ngày 26 tháng 11.

### 1943

#### Chuyến tuần tra thứ mười
Trong chuyến tuần tra thứ mười diễn ra từ ngày 20 tháng 1 đến ngày 24 tháng 2, 1943, U-108 hoạt động trong Đại Tây Dương ngoài khơi bờ biển Bồ Đào Nha và Maroc. Tại đây lúc 16 giờ 15 phút ngày 10 tháng 2, nó bị một thủy phi cơ PBY Catalina thuộc Liên đội 202 Không quân Hoàng gia Anh xuất phát từ Gibraltar. Ba quả bom ném xuống đã gây hư hại nặng cho các ống phóng ngư lôi phía mũi tàu đến mức U-108 phải kết thúc chuyến tuần tra và quay trở lại căn cứ Lorient.

#### Chuyến tuần tra thứ mười một
U-108 tiếp tục xuất phát từ Lorient vào ngày 1 tháng 4 cho chuyến tuần tra thứ mười một, cũng là chuyến cuối cùng, để hoạt động tại khu vực Trung tâm Bắc Đại Tây Dương về phía Nam Greenland. Vào ngày 19 tháng 4, nó phóng ngư lôi đánh chìm tàu Liberty Hoa Kỳ Robert Gray 7.176 GRT, vốn bị phân tán khỏi Đoàn tàu HX 234, ở vị trí cách 550 nmi (1.020 km) về phía Nam mũi Farewell tại tọa độ 50°57′B 40°35′T / 50,95°B 40,583°T. Đến ngày 22 tháng 4, chiếc tàu ngầm bị một tàu khu trục đối phương thả mìn sâu tấn công trong nhiều giờ, nhưng đã tiếp tục theo dõi Đoàn tàu ON-S 4 mà không thể tấn công. U-108 kết thúc chuyến tuần tra và đi đến Stettin (nay là Szczecin thuộc Ba Lan) vào ngày 16 tháng 5.

### 1944 - 1945
Đang khi neo đậu tại bến tàu tại Stettin, U-108 bị đánh chìm trong một đợt không kích của Không lực 8 Không lực Lục quân Hoa Kỳ xuống thành phố cảng này vào ngày 11 tháng 4, 1944.  Chiếc tàu ngầm được trục vớt sau đó, nhưng cho xuất biên chế vào ngày 17 tháng 7, 1944. Khi Thế Chiến II bước vào giai đoạn kết thúc, nó bị đánh đắm trên sông Oder gần Swinemünde, tại tọa độ 47°13′B 22°24′T / 47,22°B 22,4°T, vào ngày 24 tháng 4, 1945 để tránh bị lọt vào tay lực lượng Đồng Minh. Lực lượng Liên Xô đã cho trục vớt con tàu vào mùa Hè năm 1946 và có thể đã tháo dỡ tại Stettin.

### "Bầy sói" tham gia
U-108 từng tham gia bảy bầy sói:
- West (2 – 20 tháng 6, 1941)
- Seeräuber (14 – 22 tháng 12, 1941)
- Schlagetot (9 – 17 tháng 11, 1942)
- Rochen (28 tháng 1 - 11 tháng 2, 1943)
- Adler (7 – 13 tháng 4, 1943)
- Meise (13 – 27 tháng 4, 1943)
- Specht (27 – 28 tháng 4, 1943)

### Tóm tắt chiến công
U-108 đã đánh chìm được 25 tàu buôn tổng tải trọng 118.722 GRT và một tàu chiến phụ trợ tải trọng 16.644 GRT:
| Ngày              | Tên tàu          | Quốc tịch              | Tải trọng | Số phận      |
| ----------------- | ---------------- | ---------------------- | --------- | ------------ |
| 22 tháng 2, 1941  | Texelstroom      | Netherlands            | 1.617     | Bị đánh chìm |
| 28 tháng 2, 1941  | Effna            | United Kingdom         | 6.461     | Bị đánh chìm |
| 13 tháng 4, 1941  | HMS Rajputana    | Hải quân Hoàng gia Anh | 16.644    | Bị đánh chìm |
| 2 tháng 6, 1941   | Michael E        | United Kingdom         | 7.628     | Bị đánh chìm |
| 8 tháng 6, 1941   | Baron Nairn      | United Kingdom         | 3.164     | Bị đánh chìm |
| 8 tháng 6, 1941   | Dirphys          | Greece                 | 4.240     | Bị đánh chìm |
| 10 tháng 6, 1941  | Christian Krohg  | Norway                 | 1.992     | Bị đánh chìm |
| 25 tháng 6, 1941  | Ellinco          | Greece                 | 3.059     | Bị đánh chìm |
| 25 tháng 6, 1941  | Nicholas Pateras | Greece                 | 4.362     | Bị đánh chìm |
| 1 tháng 7, 1941   | Toronto City     | United Kingdom         | 2.486     | Bị đánh chìm |
| 14 tháng 12, 1941 | Cassequel        | Portugal               | 4.751     | Bị đánh chìm |
| 19 tháng 12, 1941 | Ruckinge         | United Kingdom         | 2.869     | Bị đánh chìm |
| 2 tháng 2, 1942   | Ocean Venture    | United Kingdom         | 7.174     | Bị đánh chìm |
| 9 tháng 2, 1942   | Tolosa           | Norway                 | 1.974     | Bị đánh chìm |
| 12 tháng 2, 1942  | Blink            | Norway                 | 2.701     | Bị đánh chìm |
| 16 tháng 2, 1942  | Ramapo           | Panama                 | 2.968     | Bị đánh chìm |
| 18 tháng 2, 1942  | Somme            | United Kingdom         | 5.265     | Bị đánh chìm |
| 25 tháng 4, 1941  | Modesta          | United Kingdom         | 3.849     | Bị đánh chìm |
| 29 tháng 4, 1942  | Mobiloil         | United States          | 9.925     | Bị đánh chìm |
| 5 tháng 5, 1942   | Afoundria        | United States          | 5.010     | Bị đánh chìm |
| 6 tháng 5, 1942   | Abgara           | Latvia                 | 4.422     | Bị đánh chìm |
| 20 tháng 5, 1942  | Norland          | Norway                 | 8.134     | Bị đánh chìm |
| 3 tháng 8, 1942   | Tricula          | United Kingdom         | 6.221     | Bị đánh chìm |
| 7 tháng 8, 1942   | Breñas           | Norway                 | 2.687     | Bị đánh chìm |
| 17 tháng 8, 1942  | Louisiana        | United States          | 8.587     | Bị đánh chìm |
| 19 tháng 4, 1943  | Robert Gray      | United States          | 7.176     | Bị đánh chìm |